# Подземное депо Ватерлоо
Подземное депо Ватерлоо — электродепо лондонского метро, полностью расположенное под землёй для обслуживания поездов линии Ватерлоо-энд-Сити 1992 Stock. Является одним из самых маленьких депо в железнодорожной сети метро и одним из немногих, расположенных полностью под землёй. Депо находится непосредственно за краем платформы станции «Ватерлоо» линии  Ватерлоо-энд-Сити и служит для выдачи подвижного состава на линию. Поезда со станции «Банк» (бывш. «Сити») возвращаются в депо после высадки пассажиров на станции «Ватерлоо». Доступ для передачи в депо крупных объектов, в том числе подвижного состава, рельсов и другой тяжёлой техники, возможен только через шахту, расположенную на служебной соединительной ветке, для чего требуется подъёмный кран большой грузоподъёмности.

## История
Депо открылось в 1898 году в составе линии Ватерлоо-энд-Сити.
До начала 1990-х годов в депо находились и обслуживались электропоезда класса 487.
С 1993 года в депо находятся поезда класса 482 (серия 1992 года).
Депо способно разместить и обслужить пять четырёхвагонных составов.

## Особенности

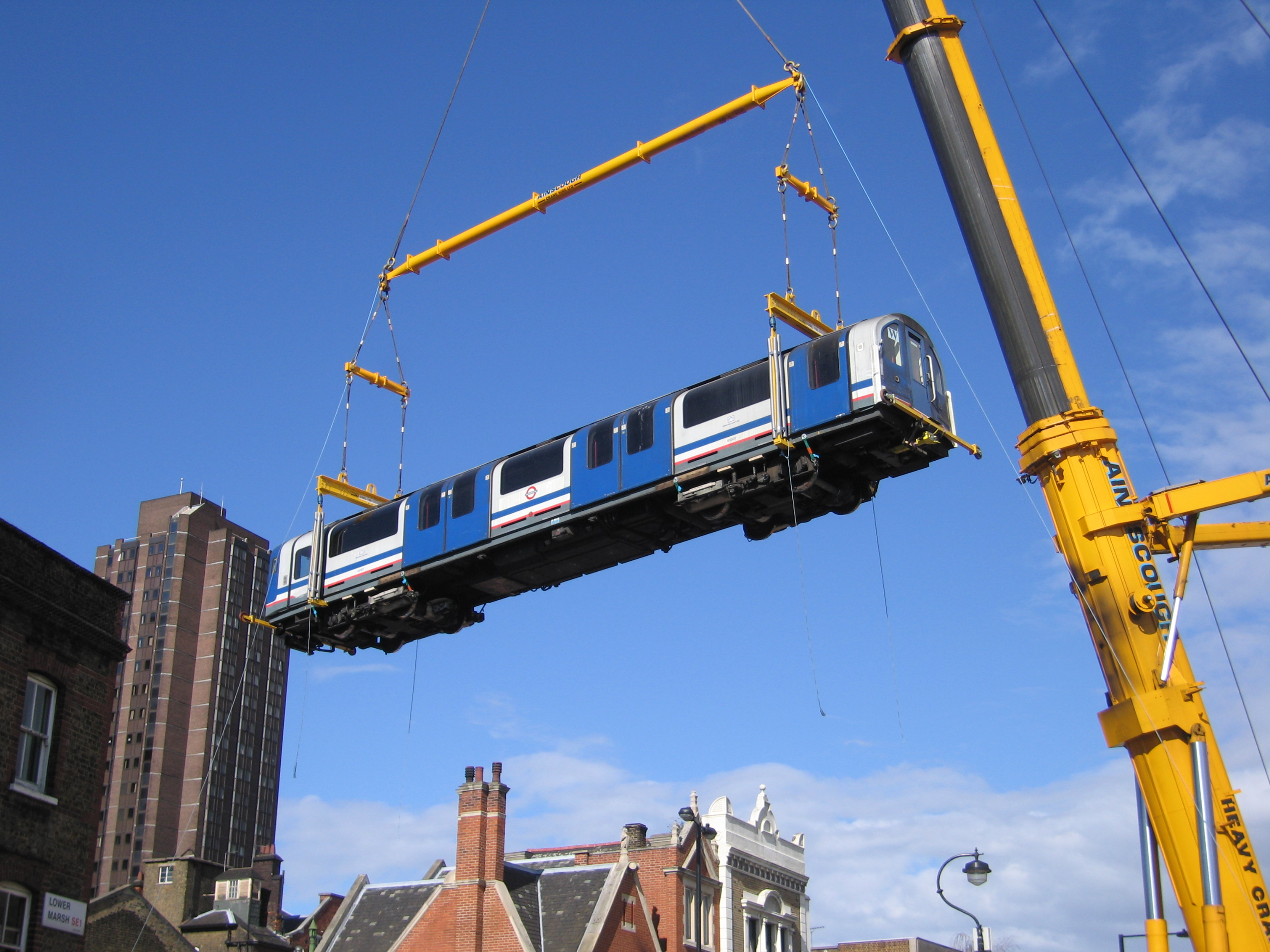
Подъём вагона из тоннеля.

Линия Ватерлоо-энд-Сити изначально не была связана с другими линиями метро и с железной дорогой, то есть фактически является изолированной или автономной. В связи с этим, для того чтобы заменить вагоны на линии или отправить их в ремонт, необходимо извлечь их из тоннеля при помощи подъёмного крана. Для этого сделана специальная шахта на станции «Ватерлоо», из которой краном извлекают каждый вагон по отдельности. Таким образом, убрать или добавить состав на линию можно только по одному вагону.